# Molnár Pál (költő)
Molnár Pál (Sár 1951. január 9. –) romániai magyar költő.

## Élete, munkássága
Szatmárnémetiben végezte a középiskolát (1969). Raktárnok, minőségellenőr, éjjeliőr. Verssel 1970-től jelentkezett az Ifjúmunkásban, majd a Szatmári Hírlap, Igaz Szó, Falvak Dolgozó Népe, Brassói Lapok, Vörös Zászló, Utunk és Előre hasábjain. „Vasszagú csendben” írt versével szerepel a temesvári Hangrobbanás című antológiában (1975) s a szatmári írók Afirmarea című gyűjteményes kötetében (1978, 1980).